# Vergine Keaton
Violaine Tatéossian, dite Vergine Keaton, née en 1981 à Lyon (France) est une scénariste, réalisatrice de films d'animation et plasticienne française. 
Son premier film Je criais contre la vie, ou pour elle a été présenté et primé dans de nombreux festivals en 2009. Le troisième, Le Tigre de Tasmanie réalisé en 2018 a été sélectionné à la Berlinale  
Elle copréside en 2020 la Société des réalisateurs de films.

## Biographie
Vergine Keaton (Violaine Tatéossian) est née en 1981 à Lyon,,. Marquée par les premiers films muets, elle prend le nom de Buster Keaton comme nom d'artiste,.
En 2009, elle est remarquée pour son premier court métrage d’animation Je criais contre la vie, ou pour elle qui est présenté dans une centaine de festivals dont la sélection ACID à Cannes. Il reçoit le prix de la meilleure création sonore au festival de Clermont-Ferrand pour sa musique écrite par Vale Poher,. Le film est diffusé en janvier 2019 à Times Square à New York.
En 2018, Le Tigre de Tasmanie, son troisième film est sélectionné en compétition officielle du festival de Berlin.
Elle copréside en 2020 la Société des réalisateurs de films avec Lucie Borleteau et Thomas Bidegain.

## Filmographie

### Courts métrages
- 2009 : Je criais contre la vie, ou pour elle[10]
- 2015 : Marzevan[11]
- 2018 : Le Tigre de Tasmanie[12]
- 2020 : Agnus Dei[13]

### Clips
- 2016 : Vallées Closes – Les Marquises
- 2016 : Dormi/Réveillé – Mansfiel. TYA

### Installations
- 2016 : Maz – Overkill festival[14]
- 2018 : Le dernier Thylacine — Maison de la Poésie , Paris[15]
- 2019 : I was crying out at life — Times Square NY, Midnight moment[16]
- 2019 :  Vous qui entrez ici — Centre Pompidou Metz, exposition Opéra Monde
- 2019 : Taming Nature, Animates Perspective — FIAF Gallery (French Institut), NY
- 2020 : Sous-Bois — Nuit Blanche (Paris), en partenariat avec les Ateliers Medicis

## Distinctions

### Je criais contre la vie, ou pour elle
- 2010 : Festival international du court-métrage de Clermont-Ferrand - Prix de la meilleure création sonore
- 2010 : Festival du film de Tampere en Finlande - Diplôme de mérite
- 2010 : Prix Émile-Reynaud de l'Association française du cinéma d'animation[17]